# Robert Schöller
Robert Schöller, auch Robert Schoeller (* 1950 in Ennsdorf) ist ein österreichischer, in den Vereinigten Staaten lebender Maler. Bekannt wurde er insbesondere durch seine Porträts in Ölmaltechnik.

## Werdegang
Schöller wuchs in seinem Geburtsort Ennsdorf auf. Im Alter von drei Jahren kam Schöller mit der Malkunst durch die Bilder seiner Mutter in Berührung, die ihm auch ein Buch mit den berühmtesten Bildern der Geschichte gab. Bereits im Alter von 15 Jahren, begann er an der Kunstschule der Stadt Linz zu studieren. Im Jahr 1969 wechselte Schöller an die Kunstakademie in Wien, wo er die Meisterklasse besuchte. Nach einem Jahr brach er die Ausbildung ab und lebte die nächsten vier Jahre in Mexiko-Stadt, Los Angeles und New York, wo er ein Atelier eröffnete. 1974 zog Schöller für zwei Jahre nach Salzburg, zwei Jahre später nach Wien. Dort eröffnete er abermals ein Atelier und lebte dort weitere vier Jahre.
Mit zunehmender Reputation bekam Schöller Aufträge aus ganz Europa. Zu seinen Auftraggebern zählten sowohl Politiker als auch Adelige. Weiters entwarf er mehrere Plakate für das Wiener Donauinselfest. Im Jahr 1986 wurde Schöller vom Weißen Haus beauftragt, das offizielle Porträt George Washingtons anlässlich des 200. Jahrestages der Unterzeichnung der amerikanischen Verfassung zu malen. Nach diesem Auftrag zog Schöller 1989 in die USA nach Clearwater in Florida. Er ist Mitglied bei Scientology. 
Schöller malte Porträts zahlreicher österreichischer Prominenter, so Bruno Kreisky, Fred Sinowatz, Helmut Zilk, Michael Häupl, Niki Lauda, Alois Brusatti und Karel Schwarzenberg.
Schöller ist der Besitzer von Schloss Thalhof in Leoben.